# Інстасамка
Да́р'я Євге́нівна Єро́пкіна (рос. Дарья Евгеньевна Еропкина, до 12 березня 2025 — Зотє́єва; рос. Зотеева; нар. 11 травня 2000, Тобольськ, Тюменська область, Росія); більш відома як Instasamka, рос. Инстасамка — російська співачка та інстаблогерка. Підтримує путінський режим та війну Росії проти України, фігурантка центру «Миротворець».
2019 року отримала відомість після скандалу, пов'язаного з фільмом «Вона вам не Інстасамка», в якому було розказано про численні випадки обману аудиторії з її боку. Відома епатажною поведінкою, у зв'язку з чим її часто порівнюють з реп-виконавцем Моргенштерном, який також здобув свою популярність в більшості своїй на скандалах.

## Біографія
Народилася 11 травня 2000 року в Тобольську. Пізніше з родиною переїхала в Чехов, потім у Москву.
У 2017 році, коли Дарина вчилася в десятому класі, вона пішла зі школи для того, щоб почати займатися творчістю. Під псевдонімом «Президентша» в Instagram вона публікувала відео, в яких висловлювалася щодо важливих подій в країні та світі. Пізніше вона взяла собі псевдонім «Instasamka», кардинально змінила стиль і почала публікувати короткі смішні відео. У своєму матеріалі кореспондент видання «Лента.ру» Антон Болотов припускає, що могло послужити поштовхом до таких різких змін: «…судячи з усього, приріст аудиторії не задовольнив запитів спраглої популярності Зотєєвою, і дуже швидко дівчина переорієнтувалася на образ безпардонної, безупинно матюкливої самозакоханою дівиці, яка не проти похвалитися на камеру своїми принадами». Дарина підтверджує описане: «Звичайно, це образ, йопт. Я людина проста. Закидони іноді потрібно робити, саме тому в мене все і *** (відмінно)».
У червні 2019 року розпочала свою музичну кар'єру і випустила свій перший альбом під назвою Born to flex (реліз від 8 червня 2019 року).
Та ж «Лента» зазначає, що для залучення інтересу аудиторії блогерша користується не тільки своїм образом, а також епатує підставними пограбуваннями та аваріями. Так, наприклад, за її словами, у ніч з 21 на 22 червня (2019 року) її квартира була пограбована невідомими, а в липні того ж року вона поділилася тим, що її молодий чоловік Олег Єропкін нібито потрапив в аварію. Більшості користувачів здалося, що обидва випадки є підставними і націленими на залучення інтересу до її персони, бо «через тиждень» (за її словами) у неї повинен був вийти другий музичний альбом. Дар'я назвала це збігом.
30 серпня 2019 року випустила свій другий музичний альбом «Трипл малыш».
У середині вересня 2019 року потрапила в скандал, пов'язаний з численними випадками обману аудиторії з її боку[⇨]. На тлі скандалу 25 вересня 2019 року випустила музичний сингл «Моё имя Даша». В подальшому продовжила свою блогерську і музичну діяльність у звичайному режимі.

## Скандали

### Скандал з Микитою Лолом
21 вересня 2019 року колишній помічник Дар'ї з питань контенту Микита Лол випустив на своєму YouTube-каналі відеоролик, в якому розповів про те, що аварія і пограбування, про які раніше повідомляли Дар'я і Олег, були підлаштовані навмисно. Підґрунтям для створення даного відеоролика стало невиконання договірних обов'язків з боку Дар'ї: вони з Микитою «на словах» домовилися про те, що кожен місяць за свою роботу він отримуватиме фіксовані сто тисяч рублів, проте, як він повідомив у своєму відеоролику, Дар'я в якийсь момент порушила цей договір і відмовилася йому платити. Микита припускає, що провиною всьому стала наркотична залежність Дар'ї та її молодого чоловіка Олега, з-за якої вона практично перестала оновлювати свій гумористичний блог. Це негативним чином позначилося на його співпрацю з нею в якості помічника з питань контенту.
Згодом конфлікт з Микитою було врегульовано: Дар'я виплатила йому повну суму за роботу.

### Скандал на концерті у Києві
5 вересня 2021 року на своєму виступі у Києві Інстасамка, перебуваючи на території України та в публічному місці дозволила собі вигнати глядача, який прийшов на її концерт заплативши за квиток. При цьому вона сказала:

Можна вивести на**й? Ти, в панамці білій у*обішній, забирайся на**й звідси. Іди або сам, або тебе за шкірку на**й звідси викинуть.
Оригінальний текст (рос.)
Можно вывести на**й? Ты, в панамке белой у*бищной, убирайся на**й отсюда. Уходи или сам, или тебя за шкирку на**й отсюда выкинут.

— заявила російська реперка.
Такі події отримали широкий резонанс в суспільстві та соціальних мережах.

### Інші скандали
У січні 2021 року Дар'я нагрубила кур'єру «Яндекс. Їжі» і облила його кавою за недотримання коронавірусних заходів, опублікувавши відео в історії Instagram. Після цього випадку керівництво «Яндекс. Їжі» назавжди заблокувало акаунт дівчини в додатку.
У лютому 2021 року Дар'я вигнала візажистів зі своєї квартири і нахамила їм, виклавши відео в історії в Instagram. Після даного випадку компанія TenLetters відмовила їй в участі у фільмі «100% Вовк» в ролі озвучення, а Клава Кока відмовилася з нею співпрацювати.

## Особисте життя
З середини 2019 року перебуває в близьких відносинах з Олегом Єропкіним, більш відомим під псевдонімами «Kenfckyou» і «Moneyken». За твердженням Олега, вони з Дар'єю з середини 2020 року перебувають у шлюбі:
Видання Mash повідомляє, що до цього Дар'я деякий час була в стосунках з Олександром Ковіним.

## Дискографія
Дискографія Інстасамки

## Відеографія

### Музичні кліпи
| Рік  | Назва          | Продюсер    | Режисер        | Альбом              |
| ---- | -------------- | ----------- | -------------- | ------------------- |
| 2019 | «Hola»         | Не вказані  | Не вказані     | позаальбомні сингли |
| 2020 | «Bloody party» | Moneyken    | Артур Гамбітів | позаальбомні сингли |
| 2020 | «Jail»         | Moneyken    | Артур Гамбітів | Mamacita            |
| 2020 | «RPG»          | Не вказані  | Не вказані     | позаальбомні сингли |
| 2020 | «Word up»      | Не вказаний | Даші Тогмитов  | позаальбомні сингли |
| 2020 | «ВИТОН»        | Не вказаний | Moneyken       | позаальбомні сингли |
| 2020 | «Факт»         | Moneyken    | Даші Тогмитов  | позаальбомні сингли |
| 2021 | «ГРЯЗНЫЙ КЛУБ» | Moneyken    | Даші Тогмитов  | «Сімейний бізнес»   |
| 2021 | «Juicy»        | Moneyken    | Даші Тогмитов  | «MONEYDEALER»       |
| 2022 | «LIPSI HA»     | Moneyken    | Даші Тогмитов  | «MONEYDEALER»       |
| 2022 | «Волосы назад» | Moneyken    | Даші Тогмитов  | «POPSTAR»           |